# Freilla abjecta
Freilla abjecta är en fjärilsart som beskrevs av William Schaus 1913. Freilla abjecta ingår i släktet Freilla och familjen nattflyn. Inga underarter finns listade i Catalogue of Life.